# Monte Vodice
Il monte Vodice è un monte della Slovenia occidentale di 651 metri che si trova nella propaggine meridionale dell'altopiano della Bainsizza. Costituisce la parte centrale di un grande contrafforte naturale posto sulla riva sinistra del fiume Isonzo e formato dal Monte Cucco di Plava, dal Vodice stesso e dal monte Santo. 
Nel corso della prima guerra mondiale fu teatro di durissimi scontri tra le truppe italiane e quelle austro-ungariche.

## Storia
Il monte Vodice acquisì una fondamentale importanza strategica fin dalle prime fasi dell'apertura delle ostilità sul fronte italiano. Nei piani strategici del Regio Esercito infatti la conquista della dorsale Kuk-Vodice-Monte Santo era vitale per l'aggiramento da nord della linea difensiva nemica Podgora-valle di Oslavia-Sabotino, posta a protezione della testa di ponte di Gorizia. Tuttavia i generali austro-ungarici non si fecero cogliere impreparati e, favoriti dai ripidi crinali a strapiombo sull'Isonzo e dalle numerose cavità naturali, avevano fortificato la dorsale montuosa con trincee e nidi di mitragliatrici. Pertanto, nonostante la creazione di una testa di ponte italiana sulla riva sinistra dell'Isonzo, di fronte al villaggio di Plava, nel giugno 1915, il Kuk, il Vodice ed il monte Santo rimasero saldamente in mano austriaca sino al maggio 1917.
La situazione strategica su questa parte del fronte mutò sensibilmente dopo la sesta battaglia dell'Isonzo, nell'agosto 1916, che culminò con la conquista italiana del monte Sabotino e della città di Gorizia. Nel corso della decima battaglia dell'Isonzo iniziata nel maggio 1917, la dorsale Kuk-Vodice-monte Santo tornò al centro dei piani d'attacco italiani. Dopo la conquista del vicino monte Kuk infatti, venne preso d'assalto dalla 53ª divisione di fanteria del generale Maurizio Ferrante Gonzaga supportata dai battaglioni alpini Aosta e Monte Levanna. Nonostante i duri scontri le perdite altissime da ambo le parti, la vetta del monte fu presa definitivamente dagli italiani la sera del 18 maggio. La conquista del monte consentirà al Regio Esercito di espugnare nella successiva undicesima battaglia dell'Isonzo la roccaforte austro-ungarica del monte Santo e di occupare l'altopiano della Bainsizza.